# Castagnède (Pireneje Atlantyckie)
Castagnède – miejscowość i gmina we Francji, w regionie Nowa Akwitania, w departamencie Pireneje Atlantyckie.
Według danych na rok 1990 gminę zamieszkiwały 212 osoby, a gęstość zaludnienia wynosiła 25 osób/km² (wśród 2290 gmin Akwitanii Castagnède plasuje się na 965. miejscu pod względem liczby ludności, natomiast pod względem powierzchni na miejscu 1171.).